# 芭蕉翁纪念馆
芭蕉翁記念館（ばしょうおうきねんかん）位于日本三重县伊賀市上野公園（伊賀上野城），为伊賀市立松尾芭蕉的纪念馆，成立于1959年（昭和34年），由财团法人芭蕉翁顕彰会管理。馆内出售有关芭蕉的展品和商品。

## 脚注
1. ↑  .   [2022-05-27]. （原始内容存档于2020-09-21）.
2. ↑  .   [2022-05-27]. （原始内容存档于2015-06-07）.